# Nieuw Holland (Sint-Petersburg)
Nieuw Holland (Russisch:Но́вая Голла́ндия) is een kunstmatig eiland in het stadscentrum van Sint-Petersburg. 

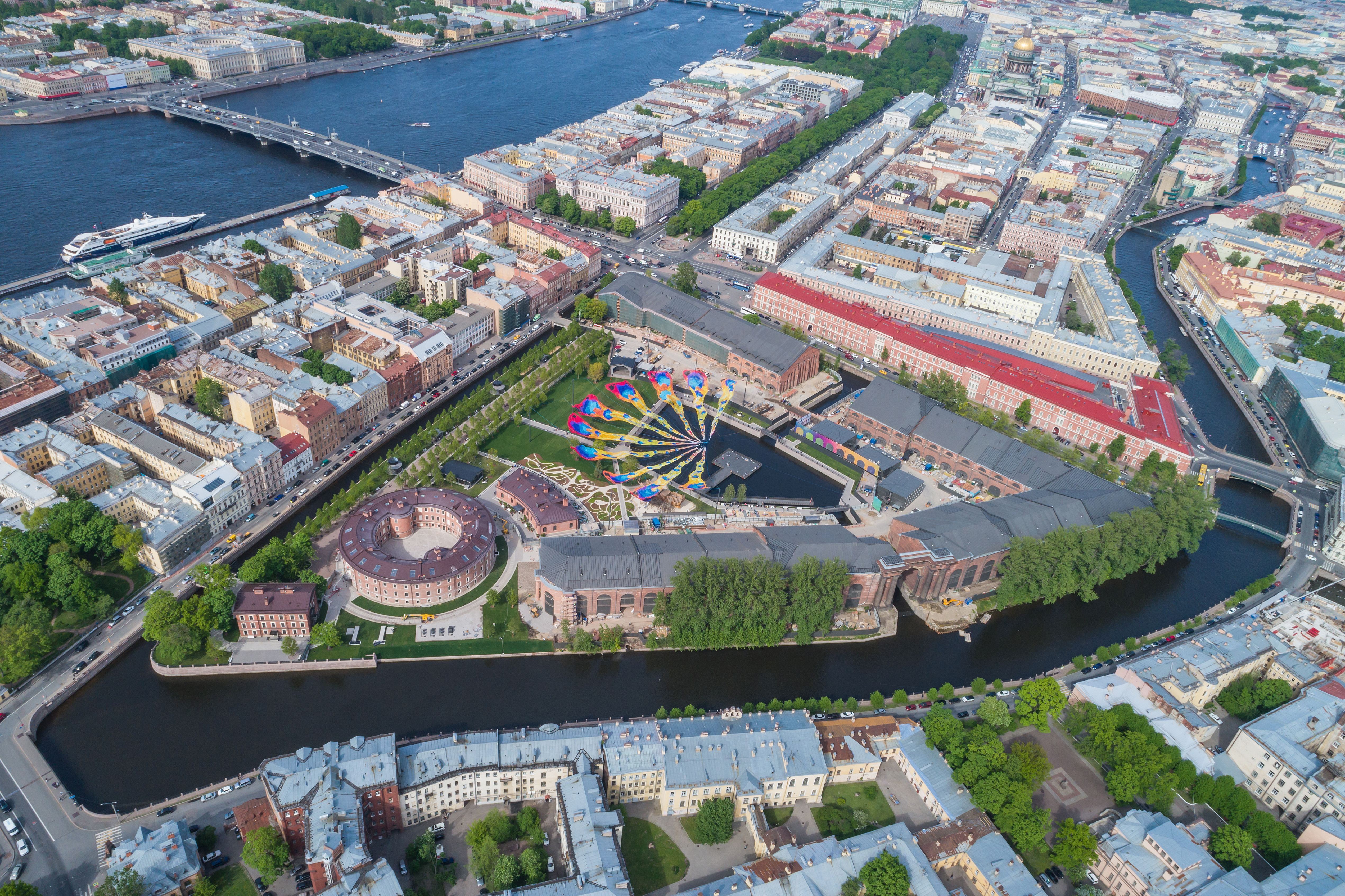
Luchtfoto juli 2017

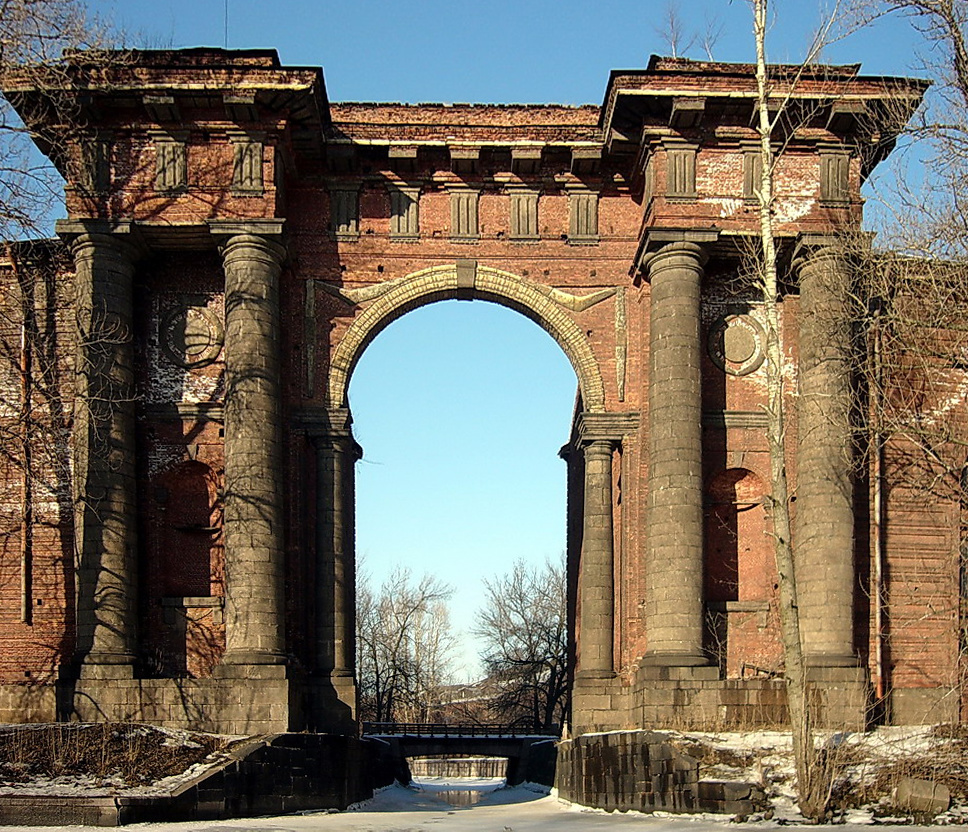
Oude poort naar het eiland maart 2016

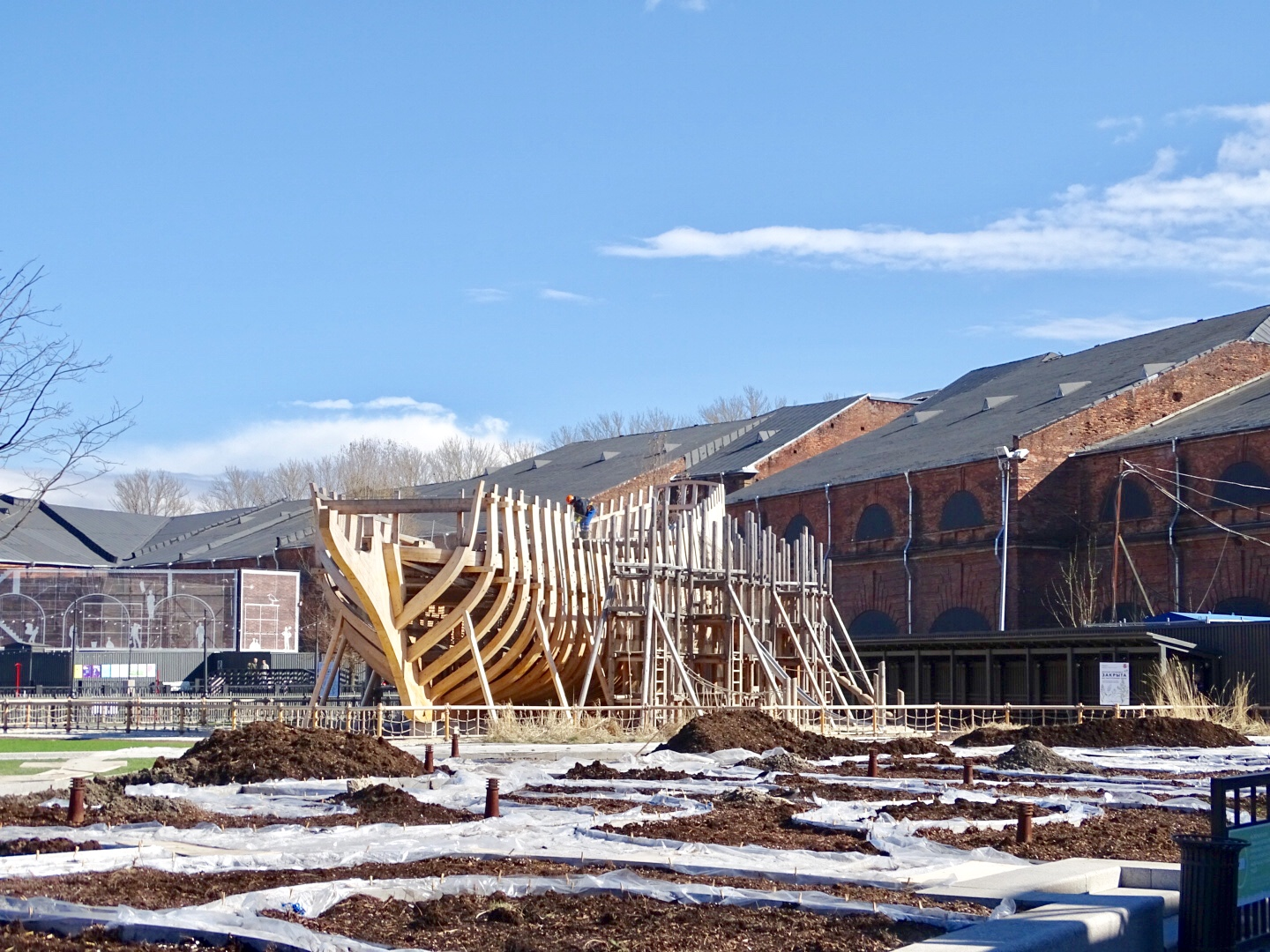
Nieuw Holland speeltuin april 2018

Het eiland is aangelegd vanaf 1719 als houtdepot voor de scheepsbouw. Het eiland is door Peter de Grote vernoemd naar de Nederlanders die destijds werden gevraagd te helpen met het opbouwen van de vloot.
Het eiland heeft jarenlang in vervallen staat verkeerd, maar sinds 2010 is het eiland gerenoveerd en omgebouwd tot een kunst-en cultuurpark, met diverse expositieruimtes, restaurants en accommodaties voor het organiseren van feesten. Inmiddels (2019) is dit grotendeels klaar en heeft St Petersburg er een hippe en moderne hotspot bij waar het goed toeven is. In het ronde gebouw (zie de foto) bevindt zich een foodcourt met een grote keuze aan buitenlandse restaurantjes en cafés en terrasjes. Daarnaast zijn er nog 2 restaurants, en is er een water-recreatieplas met een mooi aangelegde tuin. Voor kinderen is er een prachtige grote houten speelboot. Aan de bootloodsen wordt nog steeds hard gewerkt.
Via buslijn 22 (niet de trolleybuslijn) is het gebied goed te bereiken